# Stralsunder Theater

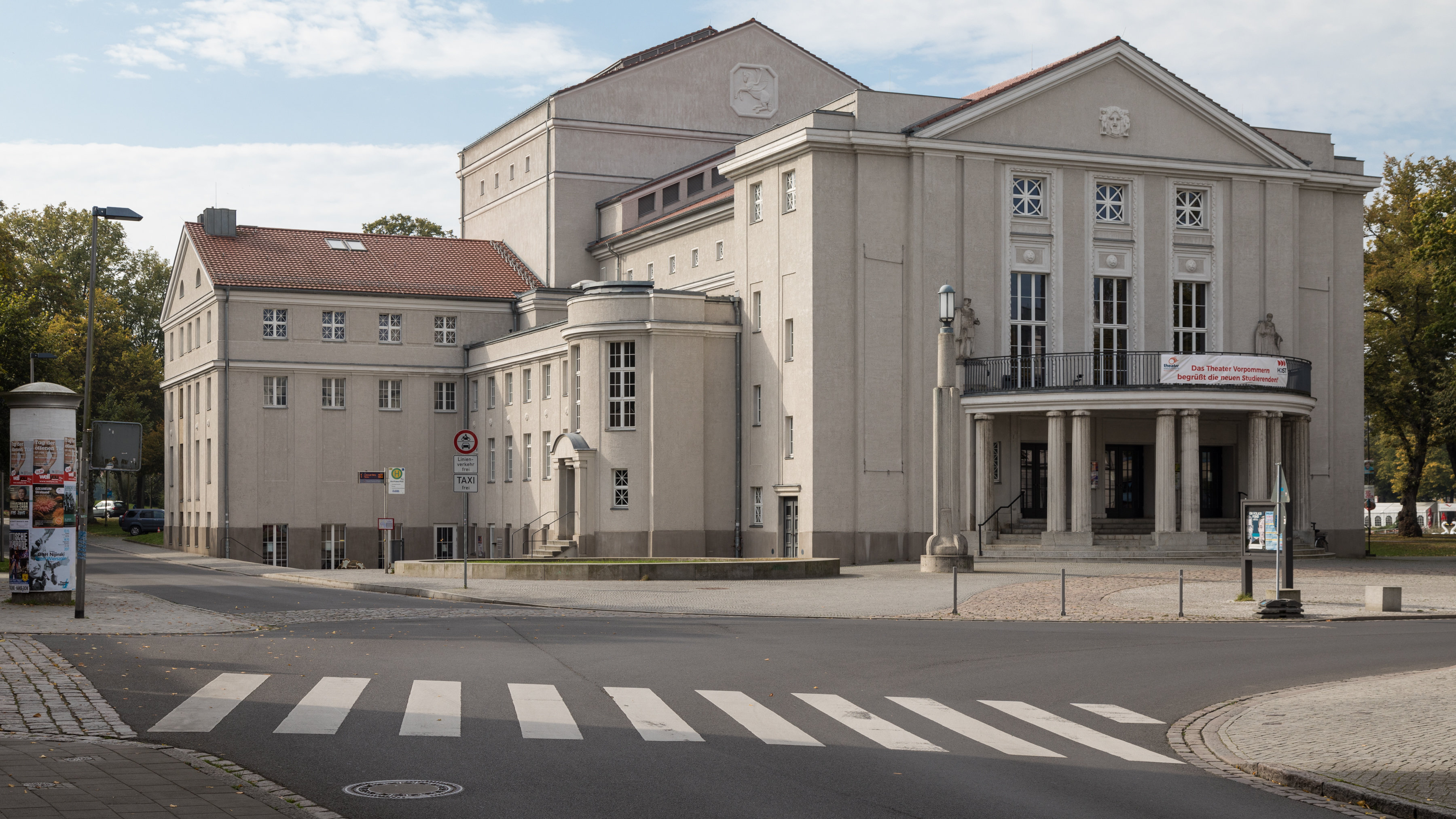
Das Stralsunder Theater, Haupthaus am Olof-Palme-Platz, 2017

Das Stralsunder Theater ist ein Bühnengebäude der vorpommerschen Stadt Stralsund und gehört seit der Fusion der Theater der Städte Stralsund und Greifswald 1994 zum heutigen Theater Vorpommern. Das Stralsunder Theater hat eine lange Tradition. Belegt sind Aufführungen von Theaterstücken auf dem Alten Markt für die Jahre 1553 („Tragedie van deme Daniel“) und 1584 („De Tragedien van Susannen“). Das Theaterhaus am Olof-Palme-Platz hat die postalische Adresse Olof-Palme-Platz 6.

## Haus der Brauer- und Mälzerkompagnie
1720 trat die berühmte Schauspieltruppe von Christian Spiegelberg mit Stücken von Molière u. a. im Haus der Brauer- und Mälzerkompagnie in der Heilgeiststraße auf. Hier fand zunächst die Theaterkunst ein Zuhause. Auftritte von Gauklern, Akrobaten oder Marionettenspielern wechselten sich mit Gastspielen bekannter Truppen wie derer des Johann Friedrich Schönemann ab. Am 7. August 1827 sang hier Angelica Catalani, am 14. Juli 1837 Carl Loewe selbst mit eigenen Kompositionen.

## Weitere Spielorte
Weitere Spielorte waren u. a. der „Alexandersaal“ in der Mühlenstraße, wo am 16. und 19. März 1855 die Pianistin Clara Wieck spielte, und der Konzertsaal des Hotels „de Brandenbourg“, in dem am 14. November 1868 Anton Rubinstein auftrat. In den Pfarrkirchen traten die Stralsunder Musikvereine „Musikalischer Verein“ von 1816, „Konzertverein“ von 1824 und „Liedertafel“ von 1825 mit Streichorchestern und Chor auf.

## Komödienhaus
1765 wurde ein Gebäude in der Mönchstraße 18 zum Stadttheater umgebaut, das vorher bereits als Schauspielhaus diente. Das Gebäude in der Mönchstraße war ursprünglich als Waisenhaus errichtet worden, da allerdings das Geld zum Unterhalt eines solchen Waisenhauses fehlte, sollten durch den Theaterbetrieb die benötigten Mittel eingespielt werden. Ein unbeheizbarer Saal mit schlechter Akustik bot bis zu 700 Zuschauern Platz auf Bankreihen.
Am 3. Oktober 1766 eröffnete es mit einem Maskenball. Hier wurde u. a. am 17. März 1785 Friedrich Schillers Kabale und Liebe aufgeführt. Aber auch die Tragödie Wallenstein, in der Stralsund aufgrund einer erfolglosen Belagerung des Kaiserlichen Feldherren im Jahre 1628 eine Rolle spielt, wurde aufgeführt. Am 26. März 1783 wollte der Theaterdirektor Johann Tilly Schillers Die Räuber aufführen, was ihm aber vom Generalgouverneur Graf von Hessenstein „wegen des gefährlichen Inhaltes“ verboten wurde. Tilly versuchte in den Jahren 1791 und 1793 erneut erfolglos diese Aufführung. Am 11. April 1794 demonstrierten die Bürger für die Genehmigung der Aufführung, worauf der Rat der Stadt es erneut verbieten wollte, weil „die Praesentation des Schauspielstückes seines gantzen Inhalts halber nichts anderes als sehr schädliche Würkungen hervorbringen könne.“ Am 15. Dezember 1799 wurde das Stück dann gegen den Willen des Rates, aber mit Genehmigung des Vize-Generalgouverneurs Cederström aufgeführt. Es kam nicht zu den schädlichen Würkungen, und fortan gehörte das Stück zu den meistgespielten.
Die letzte Vorstellung fand mit der „Ahnfrau“ von Franz Grillparzer am 12. Januar 1834 statt. Das Haus wurde 1834 geschlossen und 1858 abgerissen.

## Stadttheater am Alten Markt

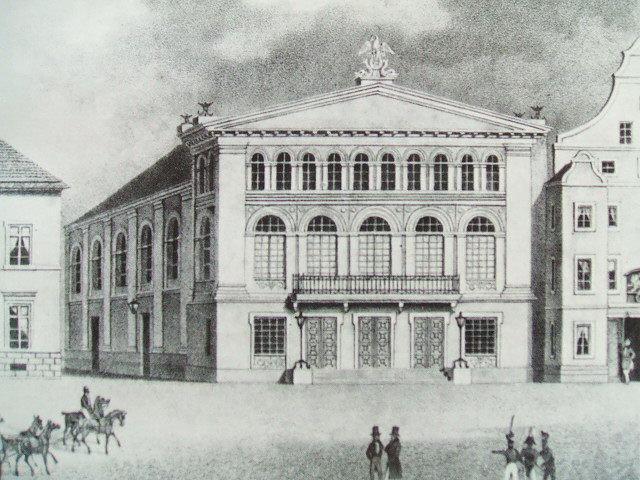
Altes Stadttheater am Alten Markt

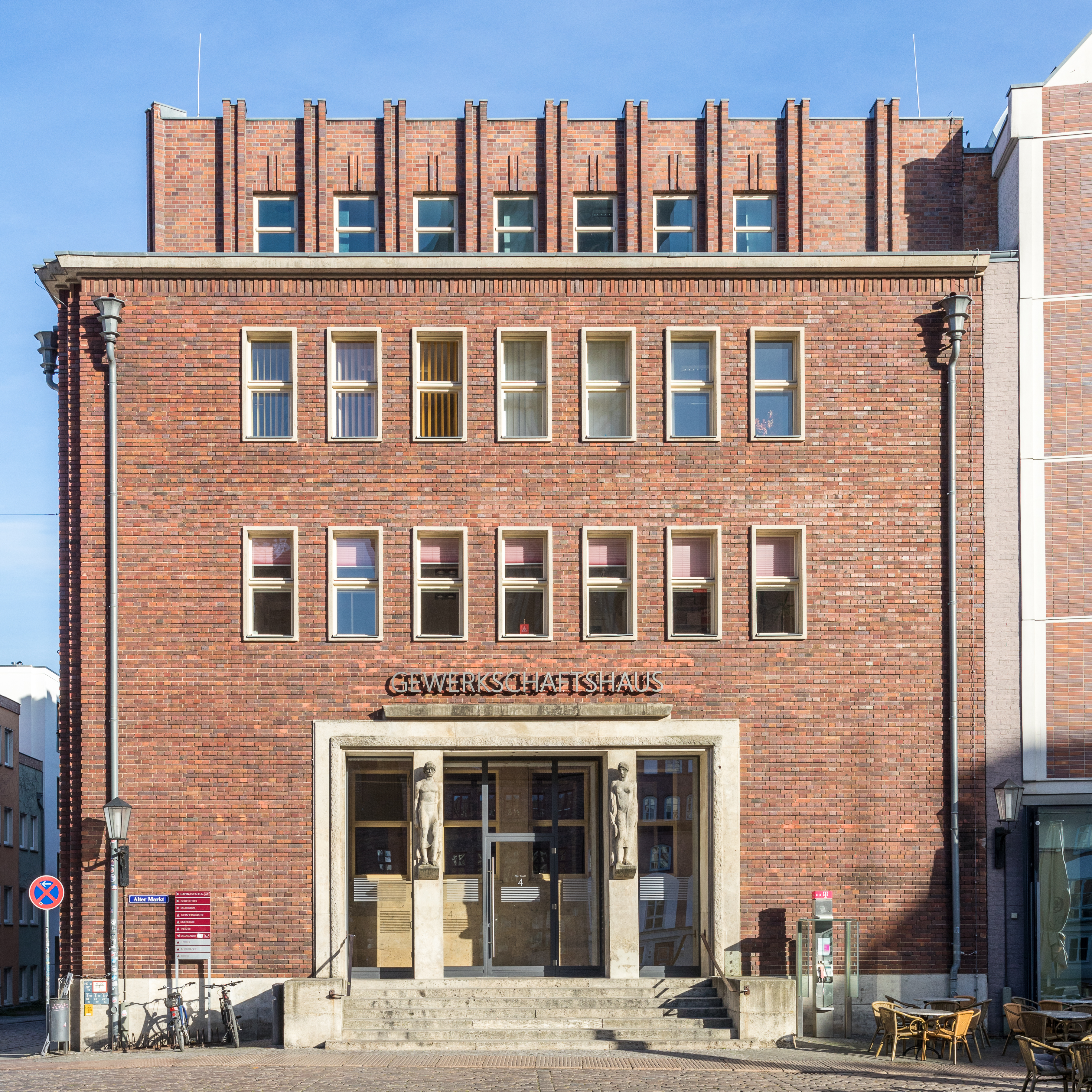
Neubau von 1930 auf dem vormaligen Theater-Grundstück Alter Markt 4

Über die private „Aktiengesellschaft zur Gründung eines Schauspielhauses“ wurde der Bau eines neuen Stadttheaters finanziert. Im Mai 1832 waren 569 Aktien gezeichnet, darunter auch durch den Generalgouverneur Fürst Wilhelm Malte I. zu Putbus. Die Stadt genehmigte zudem die Auflage einer Anleihe von 12.000 Reichstalern.
Zwei hier stehende Giebelhäuser, darunter die Ratsapotheke, wurden 1833 abgerissen. Am 21. März 1833 erfolgte die Grundsteinlegung für das Theater am Alter Markt 4. In das Fundament wurden Münzen, ein Gedicht zum Anlass sowie eine Kupferplatte eingelassen; die Platte trägt die Inschrift
„Im Jahre MDCCCXXXIII. Am XXI. März unter der Regierung Friedrich Wilhelm III. Koenigs von Preussen ward zu einem neuen von einer Actien-Gesellschaft aus der Stadt und Umgebung mit Unterstützung der Commune gestifteten Schauspielhauses in Stralsund der Grundstein gelegt durch die Baumeister Heinr. Gottl. Michaelis und Joh. Mich. Lübke
zu dieser Zeit waren
General-Gouverneur von Neu-Vorpommern Malte Fürst zu Putbus
Regierungspräsident Leopold von Rohr
Festungskommandant C. H. A. E. von Borstell
General-Lieutenant Bürgermeister Dav. Lucas Kühl u. Carl Georg Schwing.“
Am 28. September 1833 wurde Richtfest gefeiert. Am 28. August 1834 eröffnete man das Haus mit einem Lustspiel. Das Theater bot 600 Zuschauern auf zwei Rängen Platz. Auf Wunsch des Publikums erhielten die Logensitzplätze Rückenlehnen sowie alle Sitze Platznummern. Schwänke, Operetten, aber auch Wagners Tannhäuser und Lohengrin wurden aufgeführt.
Bei einem Unfall am 14. Juli 1861, der auf den Betrieb der Gaslaternen zurückzuführen ist, erlitten zwei Tänzerinnen der „Balletttänzer-Gesellschaft von Carlo de Pasqualis“ Brandverletzungen, denen sie erlagen; sie wurden am 22. Juli 1861 auf dem Friedhof St. Jürgen begraben. Seitdem lagen bei den Vorstellungen stets nasse Decken parat. Mitte der 1860er Jahre geriet das Theater in wirtschaftliche Schwierigkeiten, die Aktiengesellschaft konnte ihre Schulden an die Stadt nicht mehr zahlen. Bei der Zwangsversteigerung erwarb die Stadt das Theater für 16.300 Taler. Das Theater wurde 1913 wegen baulicher Mängel und unzureichender Brandschutzeinrichtungen geschlossen.
1927 wollte die Städtische Sparkasse das Gebäude erwerben und nutzen; nachdem die Stadt am 8. März 1927 den Verkauf genehmigt hatte, kam es zu Beschwerden der Bankenkonkurrenten, die plötzlich ebenfalls Interesse zeigten. Letztlich erwarb die Provinzialbank, die bis dahin am Alten Markt im „Minervahaus“ saß, das Haus und errichtete dort 1930 einen Neubau für eigene Zwecke. Eröffnung war am 23. September 1930, als Mieter zeichneten auch die Barmer Ersatzkasse, ärztliche Verrechnungsstelle und Gestapo; nach dem Zweiten Weltkrieg diente das Gebäude zunächst der Stadtbank Stralsund, zu DDR-Zeiten der Sozialversicherung der DDR und dem FDGB, seit der Wende sind dort die AOK, ver.di, die IG Metall, der DGB, die IG BAU u. a. ansässig.

## Theater am Olof-Palme-Platz
Baubeginn für das Theater auf einer von Gartenarchitekt Ferdinand Jühlke gestalteten Grünfläche war der 1. Juli 1913. Das „Neue Theater“ entstand nach Plänen des Kölner Architekten Carl Moritz, von dem auch das Kölner Opernhaus und einige andere Theaterbauten stammten. Das Fundament ruht auf 800 in den Boden gerammten Pfählen. Die Fertigstellung erfolgte 1914, die Eröffnung erst am 16. September 1916 mit Ludwig van Beethovens Fidelio und Heinrich Kleists Prinz Friedrich von Homburg.

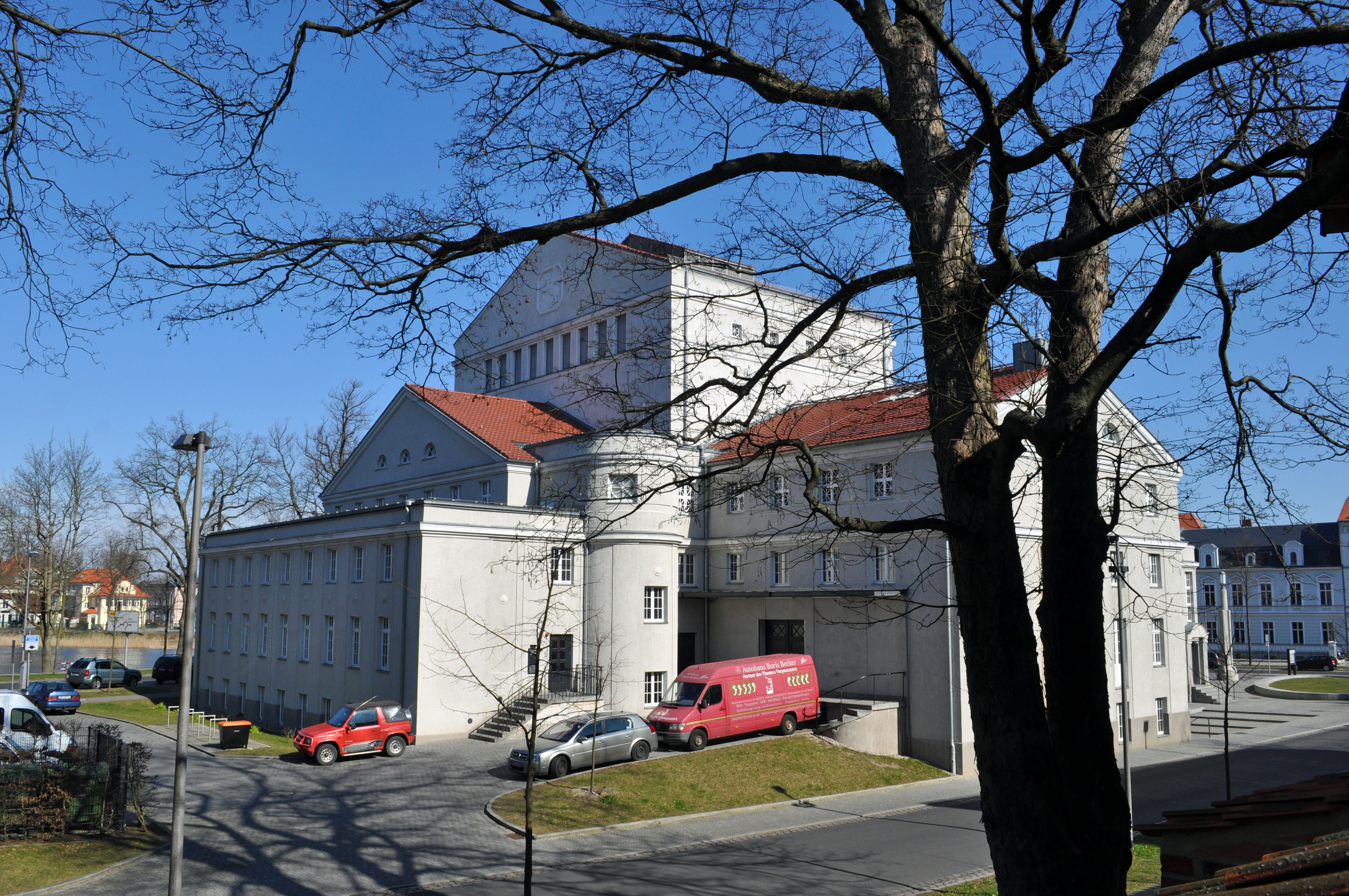
Rückseite, 2012

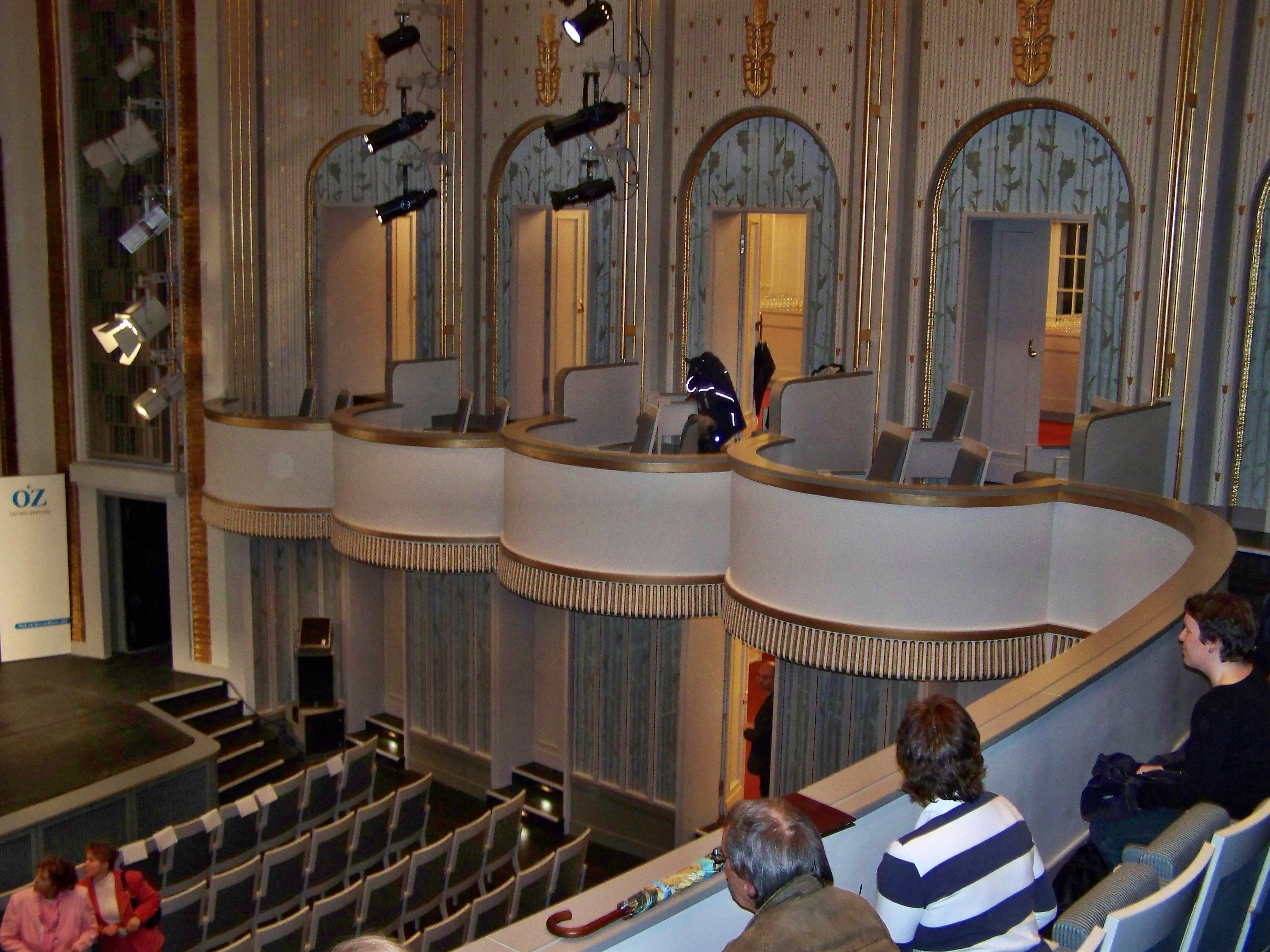
Im Theater am Tag der Wiedereröffnung nach Sanierung (11. April 2008)

Seit 1920 spielen hier auch die niederdeutschen Künstler „De plattdütsch Späldäl“. 1921 musste der Rat der Stadt aus finanziellen Gründen die städtische Verwaltung aufgeben, das Theater wurde verpachtet. Die Leitung oblag in den Jahren 1916 bis 1932 sieben verschiedenen Intendanten. Von September 1918 bis April 1921 war Philipp Manning Intendant, von Oktober 1922 bis April 1925 Kurt Grebin. Grebin baute das Ensemble des Theaters auf, das von Oktober bis April am Theater Stralsund und von Mai bis September in Bad Oeynhausen spielte. Ludwig Spannuth-Bodenstedt übernahm die Leitung von Grebin bis September 1927. Bis April 1932 war Wilhelm Berstl Intendant. Letzter Intendant in der Weimarer Republik war dann Friedrich-Wilhelm Nadolle.
Nach der Wiedereröffnung als eines der ersten Theater in Deutschland am 2. Juni 1945 wurden zunehmend Werke russischer Komponisten aufgeführt. Ehrungen für Maxim Gorki standen auf dem Plan, aber auch die Werke Schostakowitschs und Tschaikowskis wurden vor vollem Haus aufgeführt. 1953 schloss das Theater gemäß der von der SED vorgegebenen Devise „Vorwärts zur planmäßigen Entwicklung der sozialistischen Kultur“ Verträge mit Betrieben wie der Volkswerft Stralsund und der Armee und Polizei ab, wodurch diese Anrechte zum Theaterbesuch erwarben.
1955 wurde Georg Friedrich Händels Oper Julius Cäsar in Stralsund als DDR-Erstaufführung inszeniert. Am 21. März 1964 wurde Jean Kurt Forests „Wie Tiere des Waldes“ uraufgeführt. Das Ensemble gastierte u. a. an der Komischen Oper in Berlin sowie 1964 in Schleswig. Eine weitere Uraufführung einer Oper von Forest war am 6. Mai 1965 zu sehen; sie wurde im Dezember 1965 auch für das DDR-Fernsehen aufgezeichnet.
Im Jahr 1968 wurden große Umbauten vorgenommen.
1969 besaßen 12.000 Menschen ein Theateranrecht. Am 13. April 1969 wurde die Stralsunder Neuschöpfung „Montague und Capulet“ von Karl-Heinz Bischoff und Osmar Siegler uraufgeführt, die auch im Rundfunk ausgestrahlt wurde. Rudolf Wagner-Régenys 1961 bei den Salzburger Festspielen uraufgeführte Oper „Das Bergwerk zu Falun“ erlebte am 7. September 1969 seine DDR-Erstaufführung ebenfalls am Theater der Werftstadt, wie es genannt wurde.
Für die Uraufführung der Oper „Das alltägliche Wunder“ von Gerhard Rosenfeld am 29. März 1973 und für seine insgesamt hervorragenden Leistungen erhielt das Theater 1974 den Hans-Otto-Preis. Das Theater stand weiter für den Aufbau des Sozialismus unter dem Motto „Kunst als Waffe“; 1977 wurde aus Anlass des 70. Jahrestages der Oktoberrevolution unter dem Motto „Die Zeit trägt einen roten Stern“ ein Programm aufgestellt, das in 71 Betrieben und Orten des Kreises aufgeführt wurde.
Das Theater diente aber auch zu Massenveranstaltungen politischer Natur. So sprach am 28. November 1947 Wilhelm Pieck zum Thema „Was wird aus Deutschland?“. Viele Stralsunder Jugendliche erhielten im Theater im Laufe der Jahre ihre Jugendweihe, die 1955 wieder eingeführt worden war.
Im Jahr 2005 wurde das Haus geschlossen, um eine umfangreiche Sanierung nach Entwürfen des Berliner Architekturbüros Springer Architekten zu ermöglichen. Gespielt wurde während der Sanierung an sieben Stellen im Stadtgebiet. Die 1968 eingebauten Holzverkleidungen wurden entfernt und die darunter noch befindlichen originalen Gestaltungselemente wieder sichtbar gemacht. Auch die acht „Schwalbennester“ wurden wieder angebaut.
Am 29. Februar 2008 wurde das große Haus unter Teilnahme der Bundeskanzlerin Angela Merkel feierlich wiedereröffnet. Gespielt wurden Ludwig van Beethovens Fidelio und, wie auch bei der Ersteröffnung 1916, Heinrich Kleists Prinz Friedrich von Homburg.

## Dokumentarfilm
- Der DEFA-Dokumentarfilm Theater (Regie: Helga Porsch) aus dem Jahr 1988 zeigt die Vorbereitungen für eine Inszenierung von Maria Kanns Märchen vom verzauberten Ahorn.[2]